# ماسینیسا آکاندوچ
ماسینیسا از ریف (Massinissa Akandouch) (نام کامل: «ماسینیسا ان دادی اکاندوچ اوتاح باوفروری»، همچنین معروف به «ماسینیسا» متولد ۸ نوامبر ۲۰۰۱)، فعال حقوق بشر و بومی ریفیانی مستقر در اروپاست است. او به‌خاطر دفاع از حقوق، آزادی، میراث فرهنگی و تاریخی قبایل آمازیغ در شمال آفریقا معروف است.

## اوان زندگی
ماسینیسا در ریف، حسیمه، مراکش به دنیا آمد وسپس به شهر ماتارو، کاتالونیا، اسپانیا مهاجرت نمود و در کنار خانوده‌اش در آن‌جا بزرگ شد. نام پدراش عبدالحاک اکندوچ، خواننده، آهنگ‌سازی معروف ریفیان تبار و مؤسس گروه تواتون و نام مادرش اسما اوتاح بود. اکندوچ هنگامی که طفل بود فعالیت خود را با اشتراک در کنفرانس‌ها، تظاهرات و کمپین‌هایی که خانواده او برای ترویج هویت، فرهنگ و زبان قبایل آمازیق، فمینیسم، حقوق اجتماعی و استقلال کاتالونیا سازمان‌دهی می‌کردند، آغاز نمود.
ماسینیسا همانند پدرش علاقه‌مند هنر بود و در دوران طفولیت به بازیگری و آوازخوانی شروع نمود. او در نمایش‌های گوناگون موسیقی و هنری در زادگاهش، ماتارو نقش بازی نمود و آهنگ اجراء کرد. ماسینیسا و اکاندوچ–خانواده اوتاح در برنامه تلویزیونی " Amb ulls de nen " برای مستندسازی روش زندگی خانواده و بازگویی داستان ماسینیسا نقش بازی کردند. درحالی‌که ماسینیسا در آن زمان نوجوان بود.
او ریفیان تبار است ولی به‌خاطر خانواده‌اش، تابعیت مراکش، انگلستان و اسپانیا را دارد.

## کنشگری

### کنشگری خانوادگی
ماسینیسا در یک خانوادهٔ فعال تربیت یافته‌است؛ مادرش در دهه ۸۰ میلادی فعال حقوق مدنی در منطقه ریف بود و از ظلم و ستم مقامات مراکشی رنج می‌برد. پدرش نیز یک کنشگر بود و آهنگ‌های معروف و محبوبی را که در مورد آزار و اذیت در منطقه مذکور و همچنین دربارهٔ رهبران ریفیان مانند عبدالکریم بود، به زبان ریفیان نوشت و خواند. والدین ماسینیسا با نژادپرستی، تبعیض اجتماعی و پیشینه مهاجرت دست به گریبان بودند و این امر باعث شد کنشگری از بدو تولد بخشِ عمده و اساسی زندگی ماسینیسا باشد.

### کنشگری در حقوق حیوانات
ماسینیسا هنگامی‌که ۱۲ سال داشت بعد از تماشای ویدیوی «بهترین سخنی که تا کنون شنیده‌اید» از «گری یوروفسکی»، فعال حقوق حیوانات، تصمیم گرفت به مکتب وگانیسم و جنبشِ «دفاع از حقوق حیوانات و شفافیت مصرف‌کننده در صنعت زراعت حیوانات» بپیوندد.
در سال ۲۰۱۸، وقتی‌که او ۱۷ ساله بود رهبر جنبش «قربانیان گوشت» در اروپا شد و ده‌ها وضعیت ظاهراً غیرانسانی و غیرقانونی حیوانات را در مزارع، شرکت‌ها در کاتالونیای اسپانیا در معرض دید مردم قرار داد و صدها حیوان را از این تأسیسات و اماکن به‌طور علنی نجات بخشید. به دلیل پایین بودن سنش و استراتژی فعالیت عمومی (رسانه‌های اجتماعی) در مورد کنشگری، نام او سرخط مقالات، برنامه‌های تلویزیونی و رادیویی زیادی قرار گرفت و در جلد مجلات و روزنامه‌ها در اسپانیا به چاپ رسید.
از لحاظ عکس‌العمل‌های مردم، رسانه‌ها و حملات سیاسی در اواخر ۲۰۱۹، فعالیت‌های اکاندوچ در مورد حقوق حیوانات دیگر در محضر عام دیده نشد و طوری به نظر می‌رسید که کار و فعالیت‌اش را به ترویج فرهنگ خود (هویت آمازیقی) وسایر علل اجتماعی، تغییر داده‌است.

### مناقشات
«اتحادیه دامداری کاتالونیا» که چارچوب مهمی برای کشاورزان در کاتالونیا است، این فعال گیاه‌خوار و نهادهایش را به‌صورت علنی انتقاد کرد. این اتحادیه همراه با سایر شبکه‌ها و سازمان‌های خصوصی ماسینیسا را به اصطلاح مورد تحقیق قرار دادند و متهم نمودند که از سوی «لابی وِگان»، «ده‌ها هزار یورو» حمایت مالی شده تا دستورهای کاری وِگانیسم را در افکار عمومی و مطبوعات به زور وارد کند.

### فعالیت در راستای تغییر اقلیم
اکاندوچ در سال ۲۰۱۹، برای گسترش حوزه فعالیت خود به جنبش «جمعه‌ها برای آینده» در بارسلونا پیوست و سپس در همین سال (۲۰۱۹) از طریق جنبش «شورش علیه انقراض» در فعالیت‌های جنبش «شورش جهانی» در لندن، بارسلونا و مادرید مشارکت نمود.
او در نخستین اجلاس اقدام علیه تغییرات اقلیمی کاتالونیا در بارسلونا که از سوی دولت کاتالونیا سازمان‌دهی شده بود، دعوت شد. همین‌طور، در کنفرانس COP25 در شهر مادرید که توسط سازمان ملل متحد برگزار شد (شخصیت‌های دیگری مانند گریتا تونبرگ فعال اقلیم و آنتونیو گوترش دبیرکل سازمان ملل نیز در COP25 شرکت کردند) نیز شرکت نمود.

## فیلم‌شناسی
- ’’PERFILS; Activisme, amb Brigitte Vasallo i Massinissa Akandouch. CANAL 33. CCMA. '’ (2019) Massinissa was co-host of the PERFILS show.
- ’’Equipo de Investigación: Veganos. La Sexta. Atresmedia.'’ (۲۰۱۹)
- ’’AMB ULLS DE NEN. Escola. La Vida Social. TV3. CCMA.'’ (۲۰۱۴)